# Mouth to Mouse
『Mouth To Mouse』（マウス トゥ マウス）は、2004年4月21日にリリースされた、Syrup 16gの累計5枚目、メジャー4作目のアルバムである。

## 収録曲
1. 実弾（Nothing's gonna syrup us now)
2. リアル 〈album Ver.〉
  - 3rdシングル。
  - bloodthirsty butchersの吉村秀樹がフィードバックギターで参加している。
  - ライブで過去に数回VOLA & THE ORIENTAL MACHINEのメンバーを交えて演奏された。
3. うお座 〈album mix〉
  - 3rdシングル「リアル」のカップリング曲。
  - 特定の人物を指したものではなく、五十嵐の周囲にうお座の子はいないらしい。
4. パープルムカデ 〈album mix〉
  - 彼らにとって初めてのシングル曲である。PVは、本物のムカデがのた打ち回る映像が使われている。
5. My Song
  - 2ndシングル。
6. Mouth to Mouse
7. I・N・M
  - 5thシングル。タイトルは「I Need to be Myself」の略。
8. 回送 〈album Ver.〉
  - 1stシングル「パープルムカデ」カップリング曲のバンドサウンドバージョン。
  - 2003年頃テレビ出演した際には既にメロディーは完成していたが、歌詞は現在の完成版とは異なっていた。タイトルが「回送」なのも当時の歌詞の名残である。
9. 変態
  - タイトルは蛹から成虫に羽化する際に用いられる意味での変態。
  - かつてツアーで五十嵐手書きのこの曲のタイトルを大きく縦書きにしたTシャツ（通称「変態Tシャツ」）が発売されたことがある。本人たちもこれをネタにしていた。
10. 夢
  - 2ndシングル「My Song」のカップリング曲。
  - タイトルは夢だが、歌詞の内容は「叶えてしまった夢の虚しさ」について詠われたものである。
11. 希望
12. メリモ
13. ハミングバード
  - 5thシングル「I・N・M」のカップリング曲。曲中で歌われている40万のギブソンのアコギというのは、この曲のタイトルでもあり、実際に楽曲で演奏されているハミングバードというギターの事である。
14. Your eyes closed
  - 五十嵐曰く「斬新の一曲」[要出典]。
15. リアル 〈single Ver.〉
  - ボーナス・トラック。2010年に再発された際、追加収録された。
  - ライブではこのバージョンを下に3カポにキーを上げて披露されることが多く、歌詞も「俺は救われた」の部分を「俺は救われたんだ」に変えて歌う。
  - また、主にセットリストでは「Reborn」と並んでラストナンバーとして配置されることが多い。